# Trox jeanae
Trox jeanae is een keversoort uit de familie beenderknagers (Trogidae). De wetenschappelijke naam van de soort is voor het eerst geldig gepubliceerd in 2007 door Scholtz & Inward in Scholtz, Inward & Kerley.